# Trapiche Santa Cruz
Trapiche Santa Cruz är en ort i Mexiko.   Den ligger i kommunen Santa Cruz Mixtepec och delstaten Oaxaca, i den sydöstra delen av landet, 400 km sydost om huvudstaden Mexico City. Trapiche Santa Cruz ligger 1 511 meter över havet och antalet invånare är 824.
Terrängen runt Trapiche Santa Cruz är varierad. Runt Trapiche Santa Cruz är det ganska tätbefolkat, med 67 invånare per kvadratkilometer. Närmaste större samhälle är Zimatlán de Álvarez, 14,0 km nordost om Trapiche Santa Cruz. I omgivningarna runt Trapiche Santa Cruz växer huvudsakligen savannskog.